# Lekenik
Lekenik est un village et une municipalité située dans le comitat de Sisak-Moslavina, en Croatie. Au recensement de 2001, la municipalité comptait 6 170 habitants, dont 97,12 % de Croates et le village seul comptait 1 857 habitants.

## Géographie
Lekenik est un bourg rural du bassin de la Save, situé à 21 km au sud-est du chef-lieu, Velika Gorica. À 2 km de ce bourg se trouve une chapelle en bois du XVIIIe siècle, qui est l'une des curiosités du pays.

## Histoire
Norman Jewison a choisi Lekenik pour le décor d'Anatevka dans le film de 1971 "Un violon sur le toit", après avoir visité d'autres sites an Autriche, au Canada et en Roumanie. Le générique de fin indique : " Merci aux habitants de Lekenik, de Mala Gorica et de Zagreb, Yougoslavie."
Ce bourg rural a été fortement touché par le séisme du 29 décembre 2020.

## Localités
La municipalité de Lekenik compte 18 localités :
| - Brežane Lekeničke - Brkiševina - Cerje Letovanićko - Donji Vukojevac - Dužica - Gornji Vukojevac | - Lekenik - Letovanić - Palanjek Pokupski - Pešćenica - Petrovec - Pokupsko Vratečko | - Poljana Lekenička - Stari Brod - Stari Farkašić - Šišinec - Vrh Letovanićki - Žažina |